# Вороток
Ворото́к — ручний слюсарний інструмент для затиску та обертання деяких видів ручного різального інструменту: мітчиків, плашок, розверток, зенкерів та ін.

## Класифікація
Види воротків:
- воротки для закріплення інструменту з квадратним хвостовиком (мітчик, розвертка, зенкер):
  - нерегульований вороток може мати один або декілька квадратних отворів різних розмірів;
  - регульований вороток з регульованим розміром отвору для затиску хвостовика інструменту[2];
- воротки для круглих плашок діаметром 25...90 мм[3]
- універсальний вороток для закріплення плашок діаметром 20 мм, всіх видів мітчиків і розверток, які мають хвостовики квадратного перерізу зі сторонами до 8 мм;
- торцевий вороток для обертання мітчиків при нарізанні різі у важкодоступних місцях;
- тарований вороток — вороток, що має запобіжний механізм контролю перевищення прикладеного моменту з метою захисту інструменту від поломки (використовують для нарізання різі у глибоких і глухих отворах).

## Вимоги до матеріалів
Воротки повинні виготовлятися із сталі марок 40ХФА та 40Х за ГОСТ 4543-71 і ГОСТ 8733-74 або сталі 45 за ГОСТ 1050-74. Допускається використовувати сталь інших марок з механічними властивостями в термічно обробленому стані не нижче, ніж у перерахованих сталей.
Воротки зі сталі марки 40ХФА повинні мати твердість 46,5...51,5 HRC; зі сталі марки 40Х — 41,5...46,5 HRC; зі сталі марки 45 — 36,5...46,5 HRC. Допускається воротки для плашок, що призначенні для нарізання різі діаметром до 6 мм, термообробці не піддавати, а у воротках для мітчиків, що призначеня для нарізання різі діаметром до 8 мм, термообробці піддавати тільки робочу частину.

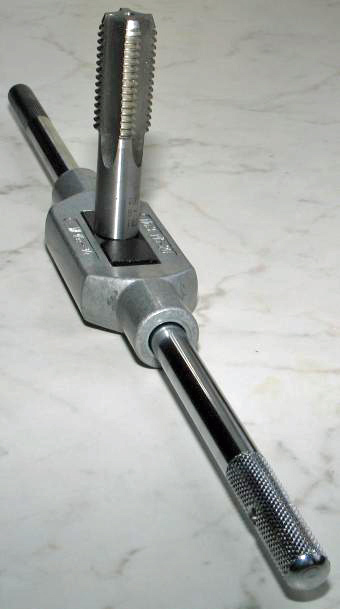
Мітчик, закріплений у воротку
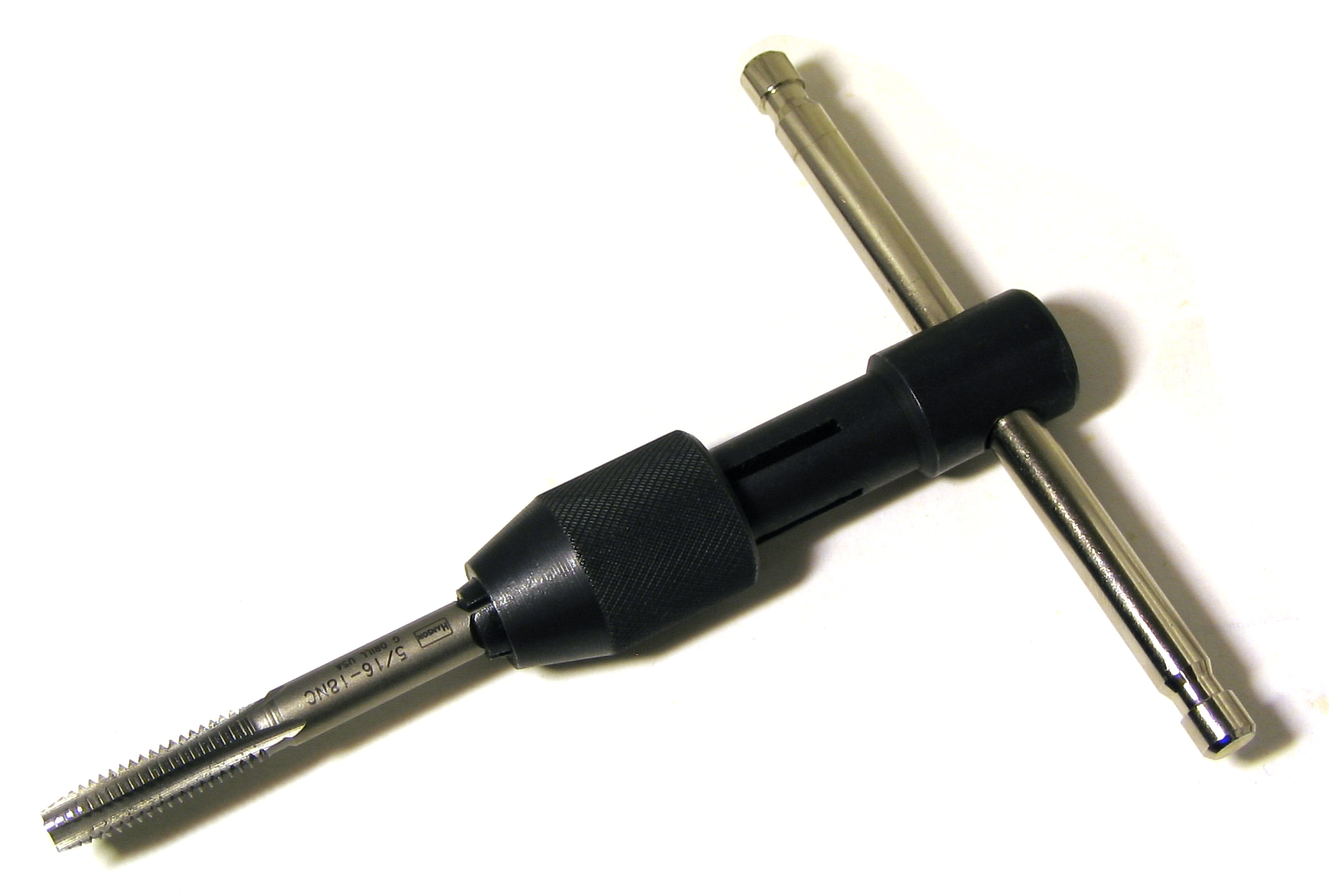
Торцевий вороток з мітчиком
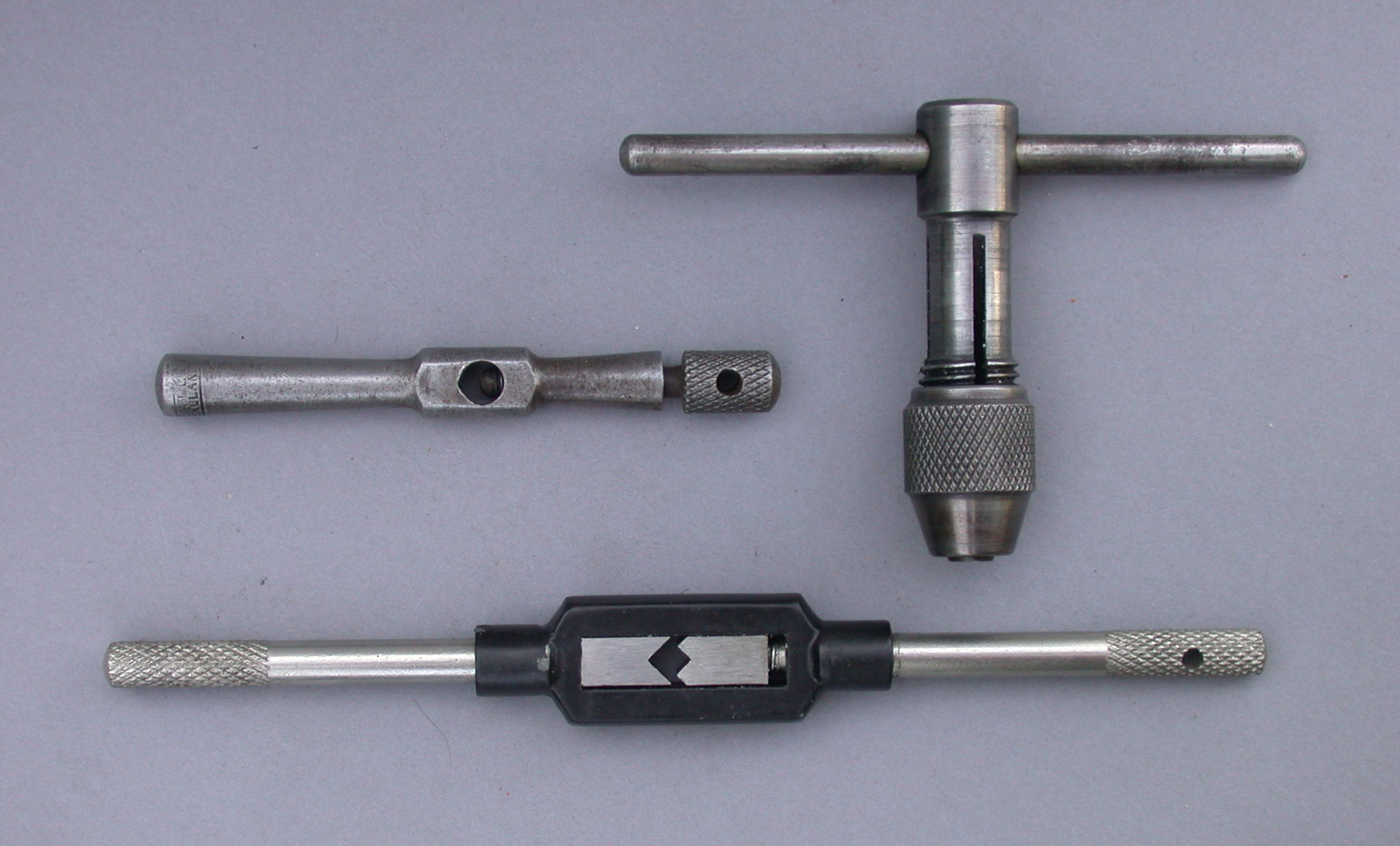
Комплект нерегульованих воротків
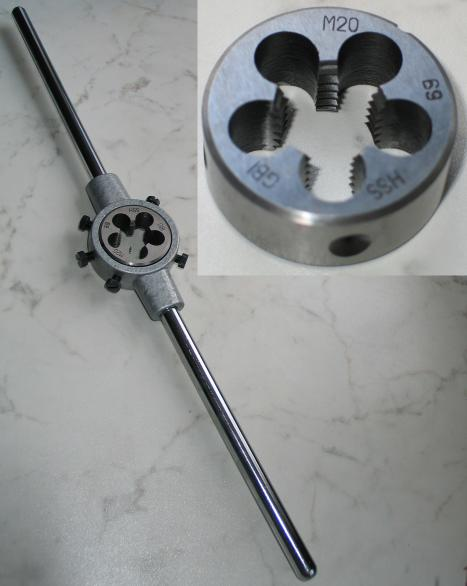
Вороток для плашок
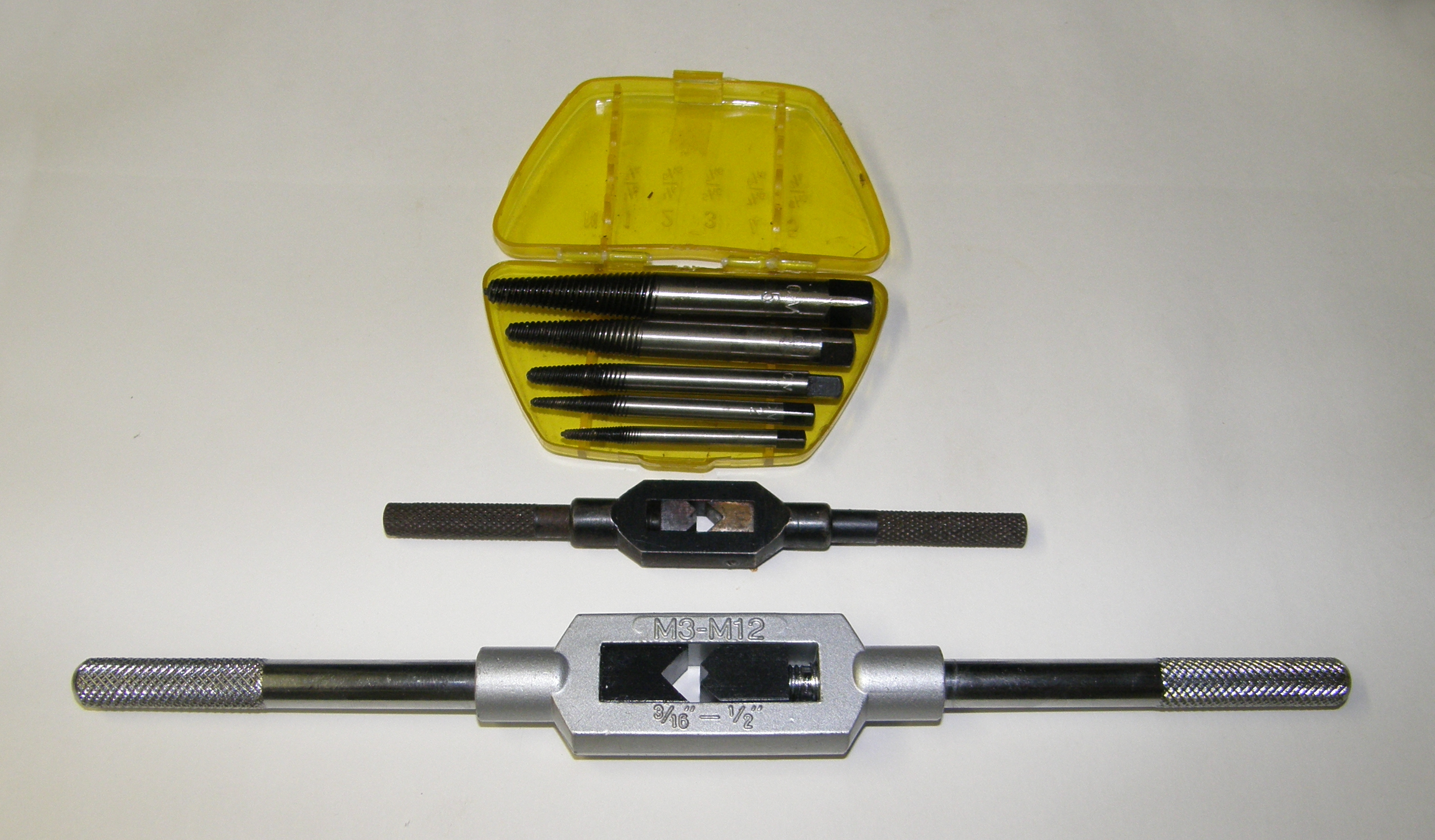
Регульовані воротки з інструментом